# Man Walking Around a Corner

Obraz w ruchu

Man Walking Around a Corner – brytyjski film niemy z 1887 roku wykonany przez Louisa Le Prince’a. Właściwie było to 16 zdjęć wykonanych bardzo szybko jedno po drugim przy pomocy skonstruowanej przez Le Prince’a szesnastosoczewkowej kamery LPCC Type-16.
Część źródeł podaje, że film powstał w roku 1888 jednak Jacques Pfend, francuski historyk filmu, uważa, że zdjęcia wykonane zostały w Paryżu (zbieg ul. Rue Bochart-de-Saron gdzie Le Prince mieszkał z ul. Trudaine) przed 18 sierpnia 1887 roku (data nadania listu do żony przebywającej w Stanach Zjednoczonych, do której film został wysłany).